# Dag Tessore
Dag Tessore (Rieti, 7 giugno 1975) è un linguista, traduttore e scrittore italiano.

## Biografia
Formatosi accademicamente in linguistica comparata e filosofia del linguaggio, si occupa prevalentemente di spiritualità cristiana e islamica, nonché di religioni e culture orientali, sia come saggista che come traduttore, con numerosissime pubblicazioni al proprio attivo, alcune delle quali pubblicate in diversi paesi.
Conoscitore di molte lingue (tra cui cinese e arabo) anche antiche (latino, greco, sanscrito), nel 2000 comincia l'attività di traduttore (soprattutto di classici greci e latini) e saggista, con particolare riferimento alla tradizione cristiana, collaborando con diverse case editrici italiane (tra cui Il Leone Verde Edizioni, Città Nuova Editrice, Hoepli). 
Nel 2008 ha presentato al Salone internazionale del libro di Torino il proprio saggio La donna cristiana secondo l'insegnamento della tradizione apostolica, con la partecipazione, fra gli altri, di Armando Torno.
Tra le altre pubblicazioni di maggiore interesse vi sono La mistica della guerra (ripubblicata nel 2016, corretta e ampliata, col titolo La violenza religiosa, dalla Bibbia all'Isis) e Dialogo sull'Islam tra un padre e un figlio, entrambi con la prefazione di Franco Cardini, il secondo presentato nell'ambito della rassegna Più libri più liberi.
Ha collaborato con la Radiotelevisione Svizzera Italiana, curando diversi cicli di trasmissioni, nonché partecipando a diversi programmi radiofonici che si occupano di religione e cultura, come ad esempio Uomini e profeti e Fahrenheit in onda su Rai Radio 3, oltre che pubblicato diversi propri interventi su periodici come Medioevo, Atrium, L'Officina.
Ha diverse collaborazioni in ambito accademico, in particolare con le Università dell'Aquila e Chieti-Pescara, anche per l'organizzazione di convegni sul tema della religione e della spiritualità.
Dopo aver vissuto sei anni in Grecia, da diversi anni vive in Marocco, in un villaggio berbero alle pendici dell'Atlante, dove continua la sua attività di scrittore.

## Opere

### Saggistica
- La teocrazia fra tradizione e modernità, Settimo Sigillo, 2003
- Gregorio VII: il monaco, l’uomo politico, il santo, Città Nuova Editrice, 2003
- La mistica della guerra: spiritualità delle armi nel Cristianesimo e nell’Islam, Fazi, 2003
- Introduzione a Ratzinger: le posizioni etiche, politiche, religiose di Benedetto XVI, Fazi, 2005
- Il digiuno, Città Nuova Editrice, 2006
- Alla tua ombra troverò pace, Edizioni Segno, 2006
- San Pietro: un uomo alla ricerca di Dio, Città Nuova Editrice, 2007
- I vizi capitali, Città Nuova Editrice, 2008
- La donna cristiana secondo l'insegnamento della tradizione apostolica, Il Leone Verde Edizioni, 2008
- Davide, profeta e re d’Israele, Città Nuova Editrice, 2012
- Saggi sulla mentalità medievale, Adytum, 2013
- Dialogo sull’Islam tra un padre e un figlio, Fazi, 2014
- La violenza religiosa, dalla Bibbia all'Isis, Lulu, 2016
- Grammatica di greco moderno, Hoepli, 2018
- Kierkegaard, o il poeta del Cristianesimo, Lulu, 2020

### Traduzioni
- Stefano d'Ungheria: Esortazioni al figlio - Leggi e decreti, Città Nuova Editrice, 2001
- Carlo Magno: le lettere, Città Nuova Editrice, 2001
- Clemente Alessandrino - Il pedagogo, Città Nuova Editrice, 2005
- Sant'Agostino: le Confessioni, Newton Compton Editori, 2008
- Girolamo: Commento alla Lettera agli Efesini - Commento alla Lettera a Tito, Città Nuova Editrice, 2010